# Frank Williams
Sir Francis Owen Garbett Williams (16. dubna 1942 – 28. listopadu 2021) byl britský podnikatel, automobilový závodník a zakladatel společnosti Williams Grand Prix Engineering, týmu Formule 1. Šéfem týmu byl od jeho založení v roce 1977 až do roku 2020. Během tohoto období tým získal 9 titulů mistra světa konstruktérů a 7 titulů mistra světa jezdců.